# Johannes Scultetus Montanus

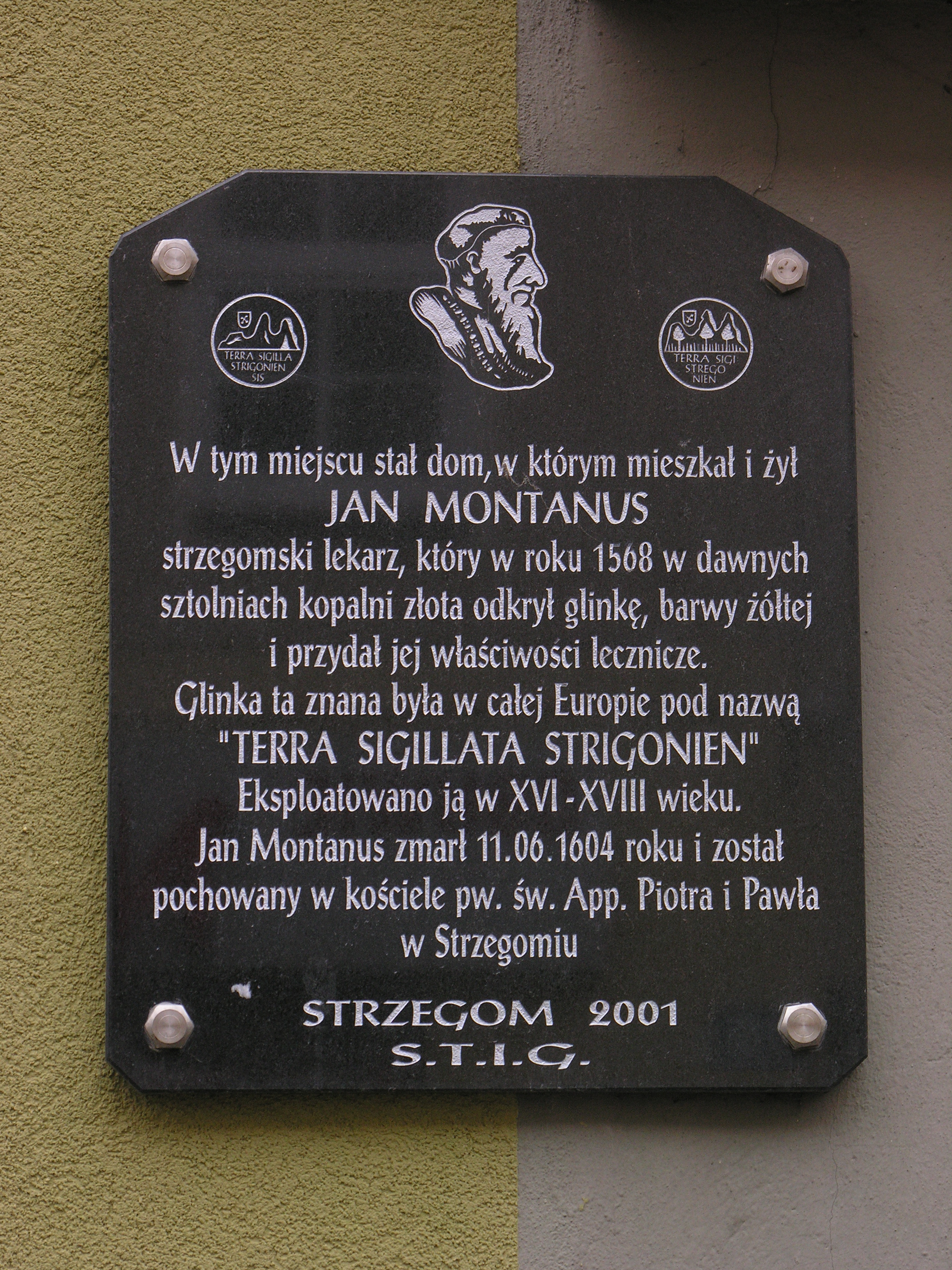
Gedenkplakette an Montanus in Striegau (polnisch)

Johannes Scultetus Montanus (* 1531 in Striegau; † 3. Juni 1604 in Hirschberg (?)) war ein schlesischer Arzt und zentrale Person des Paracelsismus in Schlesien.
Auch Montanus Strige, Johannes Scultetus, Johannes Montanus, Trimontanus und statt Johannes Johan oder Johann. Im Polnischen auch Jan Montanus.

## Biografie
Montanus war der Sohn eines Wundarztes und studierte an der Universität Bologna, an der er 1557 in Medizin promoviert wurde. Er wirkte als Arzt in seinem Heimatort Striegau und in Hirschberg. Er genoss unter den Anhängern der Iatrochemie und unter den Paracelsisten hohes Ansehen (zum Beispiel Oswald Croll). Verschiedene seiner Rezepte waren in Umlauf. Besonders bekannt wurde er als Entdecker der schlesischen Siegelerde (Terra Sigillata Strigonensis), die seinen Heimatort reich machte und als Wundermittel gegen viele Krankheiten galt. Er schrieb darüber ein Buch und erhielt ein Patent von Rudolf II. für dessen Verwendung.
Er unternahm Reisen, auf denen er unter anderem spätestens 1560 Conrad Gessner in Zürich traf und zahlreiche Paracelsus-Schriften sammelte, die er später anderen zugänglich machte. Die Sammlung ist seit dem 17. Jahrhundert verschollen. Sie gilt in der älteren Paracelsus-Forschung (zum Beispiel Karl Sudhoff) als unschätzbare Sammlung, von der vermutet wurde, dass sie vielen Druckausgaben zugrunde lag. Gesichert ist aber, dass er die Herausgeberschaft von Werken von Paracelsus von Georg Forberger (der Montanus spätestens 1571 in Striegau besuchte) und Johann Huser förderte (so der Paracelsus-Schrift Von den Krankheiten so den Menschen der Vernunft berauben, Straßburg 1576, Herausgeber Michael Toxites, unter Mitwirkung von J. Huser). Huser nennt auch allgemein Montanus, seinen geliebten Praeceptor, als seine Hauptquelle für Paracelsus-Schriften. Huser gab 1589 bis 1591 in Basel eine grundlegende Paracelsus Ausgabe heraus. Auch der Druck von Paracelsus Modus pharmacandi (Köln 1562) beruhte auf einer Handschrift, die Montanus dem Kölner A. Rinck zur Verfügung stellte.
Sein Paracelsismus war nach Joachim Telle von Endzeiterwartungen und damit verbundener Hoffnung auf gesellschaftliche Reformen geprägt. Davon zeugt ein Gespräch mit einem anonymen Engländers P.S. (Patrick Saunders ?) 1597 in der er eine Erneuerung aller Wissenschaften und Künste durch einen Elias artista erhofft. Der Fürst August von Anhalt berichtet in einem Brief 1614, der alte Montanus habe die Confessio Augustana als apokalyptische Bestie bezeichnet.
Zu seinem Freundeskreis zählten der Bergmeister Andreas Berthold in Kupferberg bei Hirschberg, der Arzt Johannes Franke und der Arzt in Würzburg Johannes Posthius, der Theologe Jakob Coler und die Paracelsisten Georg Forberger, Johann Huser (Glogau), Leonhard Thurneysser, Franz Kretschmer in Goldkronach und Zacharias Wechinger in Sagan.
Nach dem Dichter Daniel von Czepko war er ein Meister der Alchemie, der das fünfte von den Dingen machen konnte und sich damit verjüngen.
Sein Grab ist in der Pfarrkirche St. Peter und Paul in Striegau.

## Schriften
- Judicium de terra sigillata, in A. Berthold: Terra sigillatae ...vires atque virtutes, Frankfurt am Main 1583 (Erstausgabe, Latein)
  - auch als Einzeldruck in Nürnberg 1585, Breslau 1597, 1610 (mit Lobgedichten von Johannes Posthius und anderen)
  - deutsche Fassung von Johann Wittich: Bericht von den... Beozardischen Steinen, Leipzig 1589